# Colostygia virgata
Colostygia virgata är en fjärilsart som beskrevs av Tutt 1904. Colostygia virgata ingår i släktet Colostygia och familjen mätare. Inga underarter finns listade i Catalogue of Life.